# دهستان سنگه
دهستان سنگه (به لاتین: Senghe Gewog) یک دهستان در کشور بوتان است که در ناحیهٔ سرپانگ واقع شده‌است.